# Gubernatorzy Tokio
Gubernator Tokio (jap. 東京都知事 Tokyo-To Chiji) jest szefem rządu metropolitalnego Tokio.
W 1943 roku, po zjednoczeniu miasta Tokio i prefektury Tokio, utworzono stanowisko gubernatora. Obecny tytuł został przyjęty w 1947 roku w związku z uchwaleniem ustawy o samorządzie terytorialnym.
Podobnie jak w innych prefekturach, obywatele Tokio bezpośrednio wybierają gubernatora co cztery lata, bez limitu kadencji. Gubernator jest odpowiedzialny za zatwierdzanie budżetów, które następnie muszą zostać zatwierdzone przez zgromadzenie ustawodawcze.
Ponieważ Tokio ma największą gospodarkę i największą populację w kraju, polityka gubernatora ma znaczący wpływ na politykę krajową i ma znaczący wpływ na cały kraj. Dzięki temu głos gubernatora w Krajowym Stowarzyszeniu Gubernatorów ma większą wagę. Roczny budżet Tokio wynosi około 13 bilionów jenów, czyli 10 razy więcej niż innych prefektur i jest porównywalny z krajowym budżetem Indonezji. Mówi się, że gubernator metropolii tokijskiej ma również duży wpływ na gospodarkę krajową.
Ponadto rząd metropolitalny Tokio zatrudnia ponad 160 000 pracowników, co czyni go zdecydowanie największym w kraju.

## Kandydaci na stanowisko gubernatora
Kandydaci na gubernatora muszą być obywatelami Japonii i mieszkać w Tokio przez ponad trzy miesiące, a także mieć ukończone 30 lat. Kandydaci muszą również wpłacić trzy miliony jenów na rzecz rządu metropolitalnego Tokio, które zostaną zwrócone tylko wtedy, gdy otrzymają co najmniej 10% głosów.

## Regularna konferencja prasowa
W każdy piątek, z wyjątkiem świąt, gubernator Tokio organizuje regularną konferencję prasową, podczas której dziennikarze zadają różne pytania, głównie dotyczące polityki metropolitalnej Tokio, na które to gubernator natychmiast odpowiada. Konferencja jest transmitowana na żywo na stronie internetowej Rządu Metropolitalnego Tokio i Telewizji Metropolitalnej Tokio (Tokyo MX), która jest tokijską stacją telewizyjną, wcześniejsze wystąpienia można obejrzeć również w Internecie.